# Širak
Provincie Širak (arménsky Շիրակի մարզ – Širaki marz) je jednou z provincií Arménie. Leží na severozápadě země a hraničí s Gruzií a Tureckem. Má rozlohu 2681 čtverečních kilometrů, k roku 2011 v ní žilo přes 233 tisíc obyvatel a jejím hlavním městem je Gjumri.

## Poloha
Širak leží na severozápadě Arménie. Na jihu a jihovýchodě hraničí s provincií Aragacotnem, na východně s provincií Lorri, na severu s Gruzií a na západě s Tureckem. Kromě svého hlavního města Gjumri, které je druhým nejlidnatějším arménským městem, zahrnuje také město Artik.

## Dějiny
Když Urartskému království vládl Argišti I., byla oblast Širaku součástí jeho království.
V letech 1849–1918, byla oblast součástí Alexandropolského újezdu Jerevanské gubernie v Ruském impériu.
V roce 1988 byla část oblasti těžce zasažena zemětřesením.